# Junk
Junk è un brano scritto ed interpretato da Paul McCartney, pubblicato sul suo album McCartney del 1970, che comprende anche una versione della canzone strumentale, chiamata Singalong Junk. Una nuova versione strumentale del brano è stata pubblicata sull'album Unplugged - The Official Bootleg del 1991, con il titolo di Junk; una versione orchestrale è invece apparsa sull'album Working Classical del 1999.

## Il brano

### Storia e composizione
Junk venne scritta a Rishikesh in India, nel ritiro spirituale dei Beatles con il Maharishi Mahesh Yogi. McCartney fu il secondo Beatle ad andarsene dal posto, dopo un mese; il primo era stato Ringo Starr. Quando anche Lennon e Harrison tornarono, dopo che gli venne detto che il Maharishi aveva avuto una relazione con Mia Farrow (notizia in seguito scoperta falsa) la band si riunì a casa di George per riprendere i brani composti. Le canzoni lì provate e registrate come demo, oltre Junk, erano Cry Baby Cry, Child of Nature, The Continuing Story of Bungalow Bill, I'm So Tired, Yer Blues, Everybody's Got Something to Hide Except Me and My Monkey, What's the New Mary Jane, Revolution, While My Guitar Gently Weeps, Circles, Sour Milk Sea, Not Guilty, Piggies, Julia, Blackbird, Rocky Raccoon, Back in the U.S.S.R., Honey Pie, Mother Nature's Son, Ob-La-Di, Ob-La-Da, Dear Prudence e Sexy Sadie . Alcune registrazioni, fra cui Junk, sono state incluse nell'Anthology 3 del 1996. Venne scartata sia per il White Album che per Abbey Road; una versione, lunga 16 secondi e cantata in francese maccheronico, venne registrata il 9 gennaio 1969 durante le Get Back Sessions. La composizione della canzone venne poi completata a Londra. Come titoli di lavorazione vennero utilizzati Jubilee e Junk in the Yard.

### Registrazione e pubblicazione
Paul McCartney iniziò a registrare due versioni del brano nel suo studio casalingo al numero 7 di Cavendish Avenue a Londra a dicembre 1969; continuò ai Morgan Studios, aggiungendo delle percussioni e uno xilofono nel febbraio dell'anno successivo. La prima versione, alla quale vennero aggiunti un mellotron e delle percussioni, divenne Singalong Junk, mentre la seconda, con l'aggiunta della voce, divenne Junk.

## Formazione

### Junk
- Paul McCartney: voce, chitarra, pianoforte, basso elettrico, xilofono, batteria
- Linda McCartney: cori[1]

### Singalong Junk
- Paul McCartney: voce, chitarra, pianoforte, mellotron, basso elettrico, xilofono, batteria, percussioni
- Linda McCartney: cori[1]

## Cover
- John Denver ha incluso una cover sul suo album Poems, Prayers and Promises del 1971[6]
- Cilla Black ha incluso una cover sul suo album Images, prodotto da George Martin, del 1971[7]
- Dopo aver lasciato gli Inbreds, il cantante Mike O'Neill ha pubblicato una versione della canzone sul suo sito ufficiale nel 2003; la sua cover non è mai stata pubblicata su un album ufficiale.